# Habronattus divaricatus
Habronattus divaricatus es una especie de araña saltadora del género Habronattus, familia Salticidae. Fue descrita científicamente por Banks en 1898.
Habita en México.